# Jana Romanova
Jana Sergejevna Romanova (ry: Я́на Серге́евна Рома́нова), född 11 maj 1983 i Kurgan, är en aktiv rysk skidskytt. Hennes bästa resultat i världscupen är en förstaplats i ryska Chanty-Mansijsk den 25 mars 2010. Dessutom har Romanova två andraplatser i världscupen för juniorer 2003.
I februari 2014 erhöll hon Fäderneslandets förtjänstordens medalj av första klassen.